# FutureSex/LoveSounds
A FutureSex/LoveSounds Justin Timberlake amerikai énekes, dalszerző második szóló nagylemeze. Az album 2006. szeptember 12-től kapható a boltokban, a Jive Records gondozásában. Emellett Timebrlake 2007 januárjában elindította a FutureSex/LoveShow világkörüli turnéját. 2007 novemberére az albumból több mint 8 millió darabot adtak el világszerte.

## Debütálás és fogadtatás
Az USA-ban 2006. szeptember 12. jelent meg. Az amerikai listákon egyből az első helyen nyitott és az első héten több, mint 600.000 darab fogyott el a korongból. Ez volt szólóénekesként második nagy sikere is előző albuma, a Justified is nagy népszerűségnek örvendett és örvend. Szeptember 17. az ausztrál listákon is az élre küzdötte magát és elérte az arany minősítést, több mint 140.000 eladott darabszámmal. Az Egyesült Királyságban is a csúcsig jutott, 90.000 eladott példánnyal. Az albumon Justinnak, olyan vendégei vannak, mint Timbaland, will.i.am, T.I és a Three 6 Maffia. 2007 januárjában elindult az albumot népszerűsítő turné is.

## Dallista
Az összes dalt Justin Timberlake, Timbaland és Danja produceli kivéve a Damn Girl-t, amin Jawbreakers és will.i.am végzi a produceri munkákat és az (Another Song) All Over Again, ami Rick Rubin munkája.
| #  | Számcím                                              | Dalszerző(k)                                                                   | Hossz |
| -- | ---------------------------------------------------- | ------------------------------------------------------------------------------ | ----- |
| 1  | FutureSex/LoveSound                                  | Justin Timberlake; Timothy Mosley; Nate Hills                                  | 4:01  |
| 2  | SexyBack (közreműködik Timbaland)                    | Justin Timberlake; Timothy Mosley; Nate Hills                                  | 4:02  |
| 3  | Sexy Ladies/Let Me Talk to You (Prelude)             | Justin Timberlake; Timothy Mosley; Nate Hills                                  | 5:32  |
| 4  | My Love (közreműködik T.I.)                          | Justin Timberlake; Timothy Mosley; Nate Hills; Clifford Joseph Harris          | 4:36  |
| 5  | LoveStoned/I Think She Knows Interlude               | Justin Timberlake; Timothy Mosley; Nate Hills                                  | 7:24  |
| 6  | What Goes Around…Comes Around (Interlude)            | Justin Timberlake; Timothy Mosley; Nate Hills                                  | 5:28  |
| 7  | Chop Me Up (közreműködik Timbaland és Three 6 Mafia) | Justin Timberlake; Timothy Mosley; Nate Hills; Jordan Houston; Paul Beauregard | 5:04  |
| 8  | Damn Girl (közreműködik will.i.am)*                  | Justin Timberlake; Will Adams; J.C. Davis                                      | 5:12  |
| 9  | Summer Love/Set the Mood (Prelude)                   | Justin Timberlake; Timothy Mosley; Nate Hills                                  | 6:24  |
| 10 | Until the End of Time                                | Justin Timberlake; Timothy Mosley; Nate Hills                                  | 5:22  |
| 11 | Losing My Way                                        | Justin Timberlake; Timothy Mosley; Nate Hills                                  | 5:22  |
| 12 | (Another Song) All Over Again                        | Justin Timberlake; Matt Morris                                                 | 5:45  |

Japánban és az Egyesült Királyság-ban bonus track-ek a Pose, valamint az iTunes-os exkluzív bonus a Boutique In Heaven.

## Kislemezek
- SexyBack featuring Timbaland (2006. július)
- My Love featuring T.I. (2006. október)
- What Goes Around…Comes Around (Interlude) (2007. január)
- LoveStoned/I Think She Knows (Interlude) (2007. június)
- Until The End of Time featuring Beyoncé (2007. november)

## Deluxe Edition
A Deluxe kiadás 2007 novemberében került a boltokba CD + DVD formájában.

### Számlista
1. lemez
CD
1. "FutureSex/LoveSound"; 4:01
2. "SexyBack" (featuring Timbaland); 4:02
3. "Sexy Ladies/Let Me Talk to You (featuring Timbaland) (Prelude)"; 5:32
4. "My Love" (featuring T.I.); 4:36
5. "LoveStoned/I Think She Knows (Interlude)"; 7:24
6. "What Goes Around…Comes Around (Interlude)"; 7:28
7. "Chop Me Up" (featuring Timbaland and Three 6 Mafia); 5:04
8. "Damn Girl" (featuring Will.i.am) ; 5:12
9. "Summer Love/Set the Mood Prelude"; 6:24
10. "Until the End of Time"; 5:22
11. "Losing My Way"  (featuring Hezekiah Walker); 5:22
12. "(Another Song) All Over Again"; 5:45
13. "Until the End of Time"(duet Beyoncé Knowles-szal); 5:22
14. "Sexyback" (Dj Wayne Williams Ol' Skool Remix)
15. "Sexy Ladies" (Remix)

2. lemez

DVD
1. Így készült: SexyBack
2. Interjú Michael Haussmann-nal (Sexyback rendezője)
3. SexyBack (Videó)
4. Interjú Paul Hunterrel (My Love rendezője)
5. Let Me Talk To You/My Love (Videó)
6. Így készült: What Goes Around…/…Comes Around
7. What Goes Around…/…Comes Around (Tiszta Új Verzió)
8. Interjú Robert Hales-szal (Lovestoned/I Think She Knows rendezője)
9. Lovestoned/I Think She Knows Interlude (Videó)
10. Lovestoned/I Think She Knows (Élő a Concert Prive-ról, Párizs)
11. My Love (Parkinson UK TV fellépés)
12. SexyBack/My Love/LoveStoned/I Think She Knows (MTV Europe Music Awards (2006) fellépés)
13. My Love/SexyBack (MTV VMA (2006) fellépés)

## Megjelenési dátumok
A FutureSex/LoveSound nagylemez megjelenési dátumai 2006–2007. szeptember, októberében és novemberében:
- 2006. szeptember 8.
- 2006. szeptember 11.
- 2006. szeptember 12.
- 2007. november 27. (Deluxe 2CD Kiadás)

## Listapozíciók
| Lista (2006)              | Helyezés |
| ------------------------- | -------- |
| Ausztrál ARIA Album Chart | 1        |
| Osztrák Album Chart       | 5        |
| Belga Album Chart         | 5        |
| Kanadai Album Chart       | 1        |
| Holland Album Chart       | 4        |
| Finn Album Chart          | 5        |
| Francia Album Chart       | 5        |
| Német Album Chart         | 3        |
| Ír Album Chart            | 1        |
| Olasz Album Chart         | 7        |

| Lista (2006)                           | Helyezés |
| -------------------------------------- | -------- |
| Új-Zélandi RIANZ Album Chart           | 4        |
| Norvég Album Chart                     | 5        |
| Portugál Album Chart                   | 2        |
| Svéd Album Chart                       | 2        |
| Svájci Album Chart                     | 2        |
| UK Albums Chart                        | 1        |
| U.S. Billboard 200                     | 1        |
| U.S. Billboard Top Internet Albumok    | 1        |
| U.S. Billboard Top R&B/Hip-Hop Albumok | 1        |
| Világ Ranglista                        | 1        |